# Ertuğrul Günay
Ertuğrul Günay (Ordu, 1948. október 1. –) jogász, politikus, parlamenti képviselő. 1992–1994 között a kemalista CHP (törökül: Cumhuriyet Halk Partisi) főtitkára, később, 
Recep Tayyip Erdoğan kormányában 2007–2013 között kulturális és idegenforgalmi miniszter volt.

## Életrajz
A fekete-tengeri régióban, Ordu városában született. A középiskolát követően 1969-ben az Isztambuli Egyetem jogi karán szerzett diplomát.
1974–1977 között a CHP Ordu tartományi vezetője volt. Az 1977-es parlamenti választásokon Ordu parlamenti képviselőjévé választották. 1986–1987 között a CHP Ankara tartományi vezetője volt.
A 2007-es (Isztambul), 2011-es (İzmir) parlamenti képviselőjeként dolgozott. A 2013-as kormányátalakítást követően Ömer Çelik lett az utódja a kulturális miniszteri poszton.

## Kitüntetései
2009-ben az adıyamani egyetem a tiszteletbeli doktorátust adományozta a béke és a szabad gondolkodás témakörben végzett tevékenységéért, 2011-ben pedig a Pamukkale (Denizli), Mustafa Kemal (Antakya) és Akdeniz (Antalya) egyetemek a kulturális örökség védelme és régészeti tanulmányok támogatása miatt adományozták részére e megtisztelő címet.
A Magyar Köztársasági Érdemrend kitüntetést kapta a két ország közötti kétoldalú kapcsolatok fejlesztéséért, valamint az Osztrák Köztársaság Nagy Arany Érdemrend szalagokkal kitüntetését.

## Magánélete
Nős, két gyermeke van.

## Fordítás
- Ez a szócikk részben vagy egészben  az   Ertuğrul Günay című török Wikipédia-szócikk fordításán alapul.  Az eredeti cikk szerkesztőit annak laptörténete sorolja fel. Ez a jelzés csupán a megfogalmazás eredetét és a szerzői jogokat jelzi, nem szolgál a cikkben szereplő információk forrásmegjelöléseként.
- Ez a szócikk részben vagy egészben  az   Ertuğrul Günay című angol Wikipédia-szócikk fordításán alapul.  Az eredeti cikk szerkesztőit annak laptörténete sorolja fel. Ez a jelzés csupán a megfogalmazás eredetét és a szerzői jogokat jelzi, nem szolgál a cikkben szereplő információk forrásmegjelöléseként.